# 帝国抗击同性恋与堕胎中央办公室
帝国抗击同性恋与堕胎中央办公室（德語：Reichszentrale zur Bekämpfung der Homosexualität und der Abtreibung）是纳粹德国的一个政府部门，其主要工作是执行纳粹政权迫害同性恋者的政策，并执行反堕胎法令。

## 历史
党卫队全国领袖海因里希·希姆莱于1936年10月10日下达特别命令，帝国抗击同性恋与堕胎中央办公室由此成立。1936年夏季奥林匹克运动会过后，纳粹当局放缓了对同性恋群体的迫害，而帝国抗击同性恋与堕胎中央办公室的成立则标志着新一轮对同性恋群体的迫害的开端。帝国抗击同性恋与堕胎中央办公室的主要工作是收集关于同性恋者的数据、资料。
1936年至1938年期間，党卫队官员约瑟夫·迈辛格是帝国抗击同性恋与堕胎中央办公室的负责人。后来负责人换成了犯罪学學者埃里希·雅科布。